# 't Rieselo
 't Rieselo is een natuurgebied in het Nederlandse Nationaal Park De Hoge Veluwe. In het gebied komen nachtzwaluwen voor; in 2011 werden er in totaal twee broedparen geteld.